# Notioscopus
Notioscopus es un género de arañas araneomorfas de la familia Linyphiidae. Se encuentra en la zona paleártica y Sudáfrica.

## Lista de especies
Según The World Spider Catalog 12.0:
- Notioscopus australis Simon, 1894
- Notioscopus sarcinatus (O. Pickard-Cambridge, 1872)
- Notioscopus sibiricus Tanasevitch, 2007